# Warnemünde (Schiff)
Die Warnemünde war ein deutsches Eisenbahnfährschiff, das über 32 Jahre auf der Fährlinie zwischen Warnemünde und Gedser verkehrte.

## Geschichte
Die Warnemünde wurde von 1961 bis 1963 auf der Rostocker Neptunwerft (Baunummer 120) gebaut. Hierbei flossen Erfahrungen vom Bau des Fährschiffs Sassnitz ein. Das Schiff wurde durch Lotte Ulbricht beim Stapellauf am 8. Juli 1962 getauft. Die Abnahme erfolgte am 21. April 1963, die Indienststellung war am 23. Mai 1963. Betreiber war die Deutsche Reichsbahn, Heimathafen war Saßnitz.
Von 1963 bis 1973 verkehrte die Warnemünde während des Sommerfahrplans zwischen Warnemünde und Gedser, im Winterfahrplan jedoch auf der Königslinie zwischen Saßnitz und Trelleborg. Erst ab 1973 war sie ganzjährig auf der Strecke Warnemünde – Gedser im Einsatz, die gemeinsam mit verschiedenen dänischen Fährschiffen bedient wurde. Bei Bauarbeiten in Gedser wurde mehrfach Rødbyhavn angelaufen.
Während die Fähre in Warnemünde und Gedser durch die Bugklappe befahren wurde, erfolgte dies auf der Königslinie durch die Heckklappe. Im Februar 1992 wurde das Heck umgebaut und mit einer breiteren Heckklappe versehen. Danach wurde in Gedser mit dem Heck angelegt. Damit mussten die Straßenfahrzeuge nicht mehr rückwärts ein- oder ausfahren bzw. nicht im Schiff wenden.
Am 25. Oktober 1992 kam es zu einer Kollision mit dem Fährbett in Warnemünde. Ursache waren Reparaturarbeiten an der Steuerung der Verstellpropeller. Der Schaden belief sich auf 1,3 Millionen DM, verletzt wurde niemand.
Im April 1993 übernahm die Deutsche Fährgesellschaft Ostsee (DFO) den Betrieb der Warnemünde. Am 24. September 1995 war sie zum letzten Mal auf der Strecke Warnemünde – Gedser unterwegs, danach wurde sie zum Verkauf in Warnemünde aufgelegt. Bis dahin hatte sie über 1,7 Millionen Seemeilen zurückgelegt.
Am 30. Januar 1996 verkaufte die DFO die Warnemünde für umgerechnet 4 Millionen US-Dollar an die italienische Reederei TR.I.S. Die Überführung ins Mittelmeer begann am 2. Februar 1996 und dauerte 18 Tage, da wegen schlechten Wetters in der Biskaya mehrere Stopps eingelegt werden mussten. In einer Werft in Genua wurde die Fähre umgebaut, dabei wurde die Bugklappe zugeschweißt und die Heckklappe zum direkten Anlegen am Pier umgebaut. Sie bekam den Namen Admiral, Heimathafen war Olbia auf Sardinien. Die Reederei setzte das Schiff zwischen dem italienischen und spanischen Festland sowie Sardinien, Korsika und Mallorca ein.
Am 8. September 2000 lief die Admiral vor Palau auf Sardinien auf eine Sandbank. Dabei kamen keine Personen zu Schaden. Am Folgetag konnte die Fähre nach Leerung der Schweröltanks freigeschleppt werden. Wegen der erheblichen Beschädigungen am Schiffskörper musste sie in einer Werft repariert werden und ging am 15. Juni 2001 wieder in den Liniendienst.
Im Oktober 2002 ging die Reederei in Konkurs und die Admiral wurde in Genua aufgelegt. Da sich kein anderer Käufer für die Admiral fand, wurde sie im Februar 2003 für 500.000 US-Dollar an eine türkische Abwrackwerft verkauft. Am 7. März 2003 begann die Überführung mit einem Schlepper nach Aliağa, wo sie am 23. März ankam. Am 28. März 2003 wurde das Schiff auf den Strand gefahren und dort verschrottet.

## Ausstattung
Das Schiff verfügte über vier aufgeladene Neunzylinder-Dieselmotoren mit je 1.765 kW (Typ 9NVD66 Au) vom VEB Maschinenbau Halberstadt, die je über zwei Induktionskupplungen und ein Untersetzgetriebe auf Verstellpropeller arbeiteten. Zur Bordnetzversorgung waren vier 690-kVA-Dieselgeneratoraggregate und ein 112-kVA-Notstromaggregat vorhanden.  Neben den Heck- und Bugrudern besaß die Warnemünde eine Bugstrahlruderanlage. Die gesamte Maschinenanlage konnte von einem schallisolierten, zentralen Fahrstand gesteuert werden. Für die Rückwärtsfahrt gab es am Heck einen zusätzlichen Fahrstand.
Zur Ein- und Ausfahrt der Fahrzeuge hatte die Warnemünde im Gegensatz zu anderen Fährschiffen eine Heck- und eine Bugklappe. Auf dem Fahrzeugdeck befanden sich drei Gleise mit insgesamt fast 317 m Gleislänge. Dort fanden 31 Güterwagen, 11 Schnellzug-Wagen oder 150 Pkw Platz.
Für die Passagiere gab es neben acht Vierbett-Kabinen eine Cafeteria (185 Plätze), einen Rauchersalon (196 Plätze), einen Speiseraum (154 Plätze), ein Weinrestaurant (46 Plätze) und eine Veranda mit Liegesesseln.

## Galerie

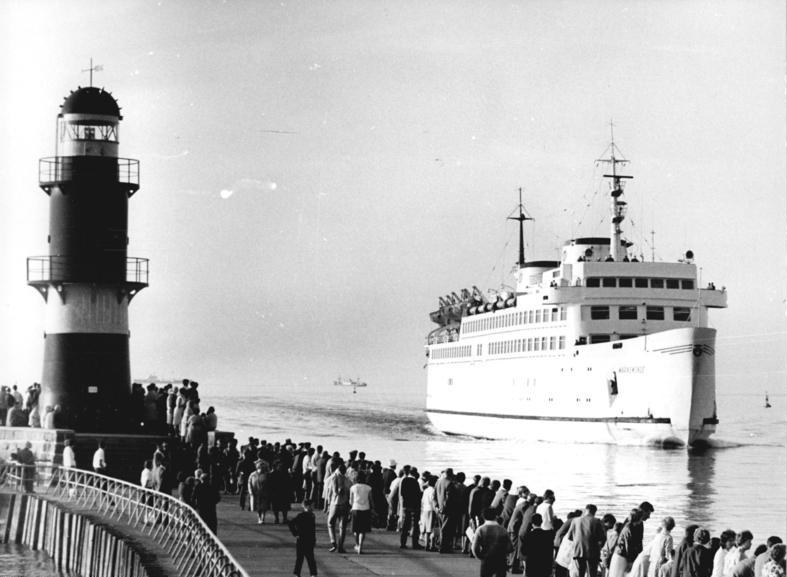
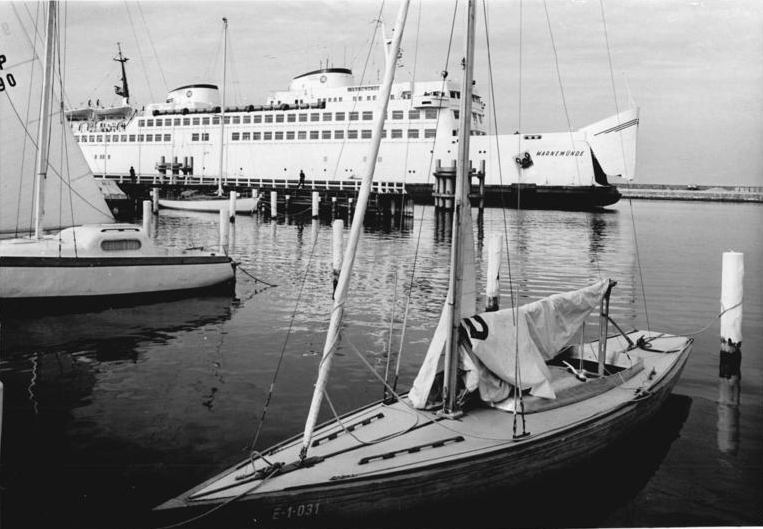
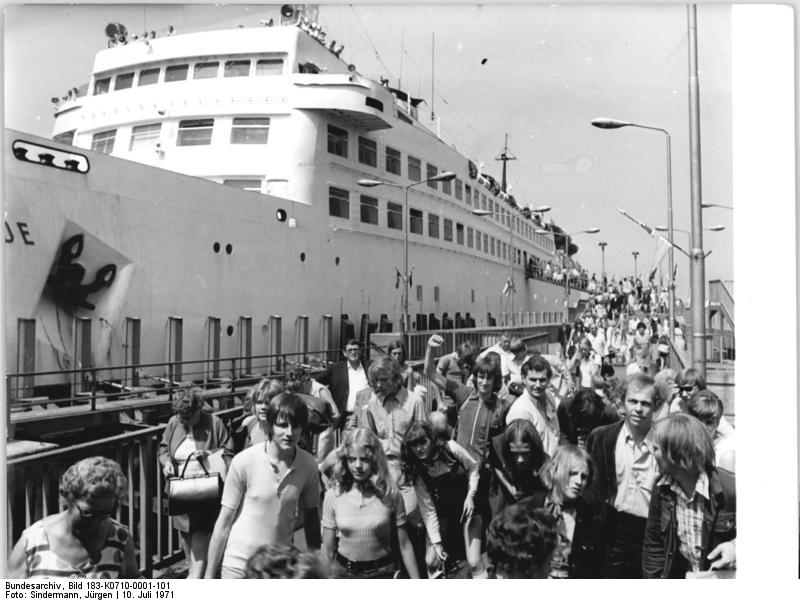